# Дарданели
Дарданели (на турски: Çanakkale Boğazı – Чанаккале Боазъ; на гръцки: Δαρδανελλια), в миналото известен като Хелеспонт, е тесен пролив и воден път от международно значение разположен в Северозападна Турция, който формира част от континенталната граница между Европа и Азия и разделя азиатската от европейската част на Турция. Един от най-тесните проливи използван в международното корабоплаване, Дарданелите свързват Мраморно море със Средиземно и Егейско море, като в същото време позволява преминаване към Черно море през Босфора.
Повечето от северните брегове на пролива, които са по протежение на полуостров Галиполи (на турски: Gelibolu, Гелиболу) са слабо заселени, докато по южните брегове, които са по протежение на Троада (полуостров, наричан днес Бига, на турски: Biga Yarımadası) са много по-населени. Населението на град Чанаккале, наброява 195 000 души.
Заедно с Босфора, Дарданелите образуват Черноморските проливи.
Проливът, с координати 40°13' с.ш. и 26°26' и.д., има дължина 61 km и широчина между от 1,2 до 6 km. Средната дълбочина е 55 m, а максималната – 82 m. Бреговете му са изградени от пясъчници и варовици, покрити с оскъдна растителност. Водообмена през Дарданелите се определя от различната плътност на водата постъпваща в него от съседните морета. Повърхностното течение е с направление от североизток на югозапад и носи от Мраморно море опреснена и с по-малка плътност вода (соленост 25,5 – 29,0‰, плътност 1,018). Скоростта му е 2 – 6 km/ч. Дълбочинното течение е с посока от югозапад на североизток и носи от Егейско море солена (до 38,5‰) и плътна (1,028 – 1,029) вода.
Най-големият град по течението на пролива е Чанаккале, разположен на азиатския бряг. Названието „Дарданели“ идва от Дардан, древен гръцки град на азиатския му бряг. Според древногръцката митология там паднала Хела, докато минавала пролива на гърба на овен, заедно с брат си Фрикс, бягайки от мащехата им Ино. Оттогава проливът се нарича Хелеспонт – морето на Хела.

## История
Дарданелите са играли стратегическа роля в историята. Древната Троя е била разположена близо до западния край на пролива, а на азиатския му бряг са се развивали действията по време на Троянската война. Персийската армия на Ксеркс I и по-късно армията на Александър Македонски са пресичали Дарданелите, за да завладеят противниковата територия през 480 г. пр.н.е. и съответно през 334 г. пр.н.е..
Според договор от 1841 г. само турски военни кораби можели да пресичат Дарданелите. По време на Първата световна война за този пролив се водила битка между Турция и Антантата.